# Cachoeira Dourada (Goiás)
Cachoeira Dourada é um município brasileiro do interior do estado de Goiás, Região Centro-Oeste do país. O Município é formado também pelo seus dois distritos, Nilópolis e Almerindonópolis. Sua população, de acordo com estimativas do Instituto Brasileiro de Geografia e Estatística (IBGE), era de 8,031 habitantes em 2020.

## História
Cachoeira Dourada surgiu como uma vila as margens do rio Paranaíba, com a economia fundada na pesca e agricultura familiar.  
No curso natural do Rio Paranaíba, encontrava-se no limite do município, uma linda cachoeira de águas cristalinas, frequentada pelos antigos moradores e destruída no início da década de 50 para a construção da Usina Hidroelétrica de Cachoeira Dourada. Nessa época o governo federal do então presidente Jucelino kubistchek (JK) articulava a construcãode de uma nova capital, para isso precisava de grande quantidade de energia para concretizaçao de tal projeto.Conta-se que na antiga cachoeira, em decorrência do contato dos raios solares com as suas águas, formava-se um lindo arco-íris, denominado “Ituverava” pelos índios Caiapós. Outra característica marcante do local à época era a diversidade de peixes existentes no Rio Paranaíba, notadamente o dourado 
Da cachoeira demolida para dar lugar ao progresso, restou a inspiração do nome “Cachoeira Dourada”, bem como as lembranças cravadas na memória daqueles que a conheceram.
O nome Cachoeira Dourada, segundo relatos coletados com anciões locais, teria surgido através de duas hipóteses. A primeira seria devido ao brilho amarelo-dourado que o vapor de água da cachoeira emanaria ao ter contato com a luz solar ao entardecer. A segunda seria relacionada a quantidade de dourados, espécie de peixe encontrada em abundancia naquela época. 
Ao analisar a linha do tempo de Cachoeira Dourada, nos deparamos com o marco da construção da usina hidrelétrica na década de 1950 que tomaria lugar da cachoeira nativa e ocuparia grande parte do território com as águas do represamento. 
Enel Green Power Cachoeira Dourada S.A é uma companhia de capital fechado que atua na realização de estudos, projeções, construção, instalação, operação e exploração de usinas geradoras de energia elétrica, bem como na comercialização de energia.
Construída na década de 1950 para gerar a energia necessária à construção de Brasília, a EGP Cachoeira Dourada é controlada pelo Grupo Enel desde setembro de 1997 com um contrato de concessão com vencimento em setembro de 2027. Sua capacidade instalada é de 658 MW.

## Descoberta das fontes termais
O município ficou conhecido a partir da década de 1970 por ser descoberto em sua estrutura geológica veios de água quente e com índice elevado de salinidade, sendo seu diferencial. 
Mais uma vez, conforme relatos de moradores, a descoberta do recurso hídrico se deu por acaso. Na tentativa da construção de um poço artesiano para o abastecimento do posto de gasolina local, o comerciante (Mario Gomes) e os operários da obra teriam se surpreendido com o jato de água quente e salobra, depois de dificuldades em romper a camada rochosa presente no caminho da broca empregada.
Percebendo o potencial, Mario Gomes investiu na construção de piscinas aquecidas e uma galeria comercial próximas ao local da perfuração. Dando início ao desenvolvimento turístico da comunidade.

## Emancipação Municipal
Tendo em mente o desenvolvimento socioeconômico local a partir do turismo, dos avanços na exploração agro e também a influência da construção da Hidrelétrica, em 1982, atendendo ao anseio da população, após um plebiscito, Cachoeira Dourada se emancipou de Itumbiara, deixando a categoria de distrito e se tornando município.
- Fundação: 14 de maio de 1982 (42 anos)

## Georreferenciamento
Localiza-se a uma latitude 18º29'30" sul e a uma longitude 49º28'30" oeste, estando a uma altitude de 459 metros do nível do mar. Sua população estimada em 2004 era de 8.537 habitantes. 
Possui uma área de 522,74 km².

### Hidrografia
- Rio Paranaíba
- Rio Meia-Ponte
- Ribeirão da Campanha
- Ribeirão Boa Vereda
- Córrego do Canta Galo
- Corrego do tigre
- Corrego do yambu

### Rodovias
- GO-206
- BR-154
- GO-502

## Administração
- Prefeita: Rodrigo Rodogues Almeida  (2020/2024)
- Vice-prefeito: Sargento Belair

## Turismo
Além das águas termais, Cachoeira Dourada também é banhada pelo lago no rio Paranaíba com uma extensão de 65 km formado pela barragem da usina hidrelétrica. Aos fins de semana e feriados, a cidade se enche de turistas que vêm em busca da tranquilidade e do clima hospitaleiro da cidade, e também da diversão no lago e nos clubes da cidade.